# Faye-l'Abbesse
Faye-l'Abbesse is een gemeente in het Franse departement Deux-Sèvres (regio Nouvelle-Aquitaine) en telt 986 inwoners (2004). De plaats maakt deel uit van het arrondissement Bressuire.

## Geografie
De oppervlakte van Faye-l'Abbesse bedraagt 23,2 km², de bevolkingsdichtheid is 42,5 inwoners per km².
De onderstaande kaart toont de ligging van Faye-l'Abbesse met de belangrijkste infrastructuur en aangrenzende gemeenten.

## Demografie
Onderstaande figuur toont het verloop van het inwonertal (bron: INSEE-tellingen).